# Käringtandssläktet
Ej att förväxla med gullviva, som ibland i bygdemål kallas kärringtänder.
Käringtandssläktet (Lotus) är ett släkte i familjen ärtväxter med omkring 150 arter som finns över hela världen. De är anpassade till en mängd olika växtmiljöer, från kustområden till bergstrakter.
De flesta käringtandsarterna har tredelade blad samt två stora stipler som har nästan samma storlek som bladen. Därför ser det ut som om bladen är femdelade. Några arter har mer finflikiga blad, med upp till femton delar. Blommorna sitter i samlingar med mellan tre och tio blommor i varje. De är vanligen gula eller orange, ibland röda.
Flera arter odlas som foderväxter. Några av dessa är käringtand (Lotus corniculatus) och stor käringtand (Lotus pedunculatus). Några arter, såsom duvnäbb (Lotus berthelotii) från Kanarieöarna används som prydnadsväxter.

## Bildgalleri

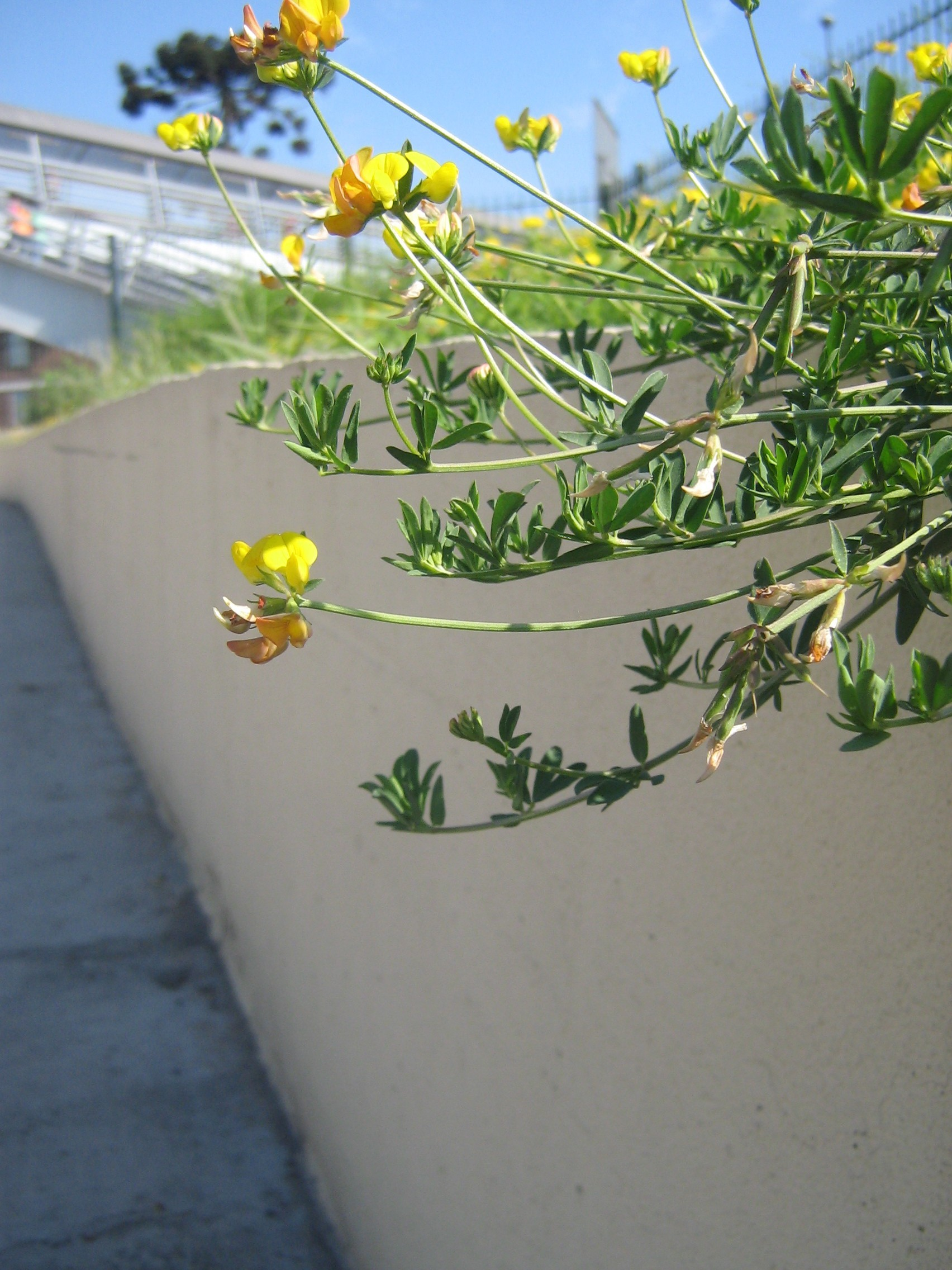
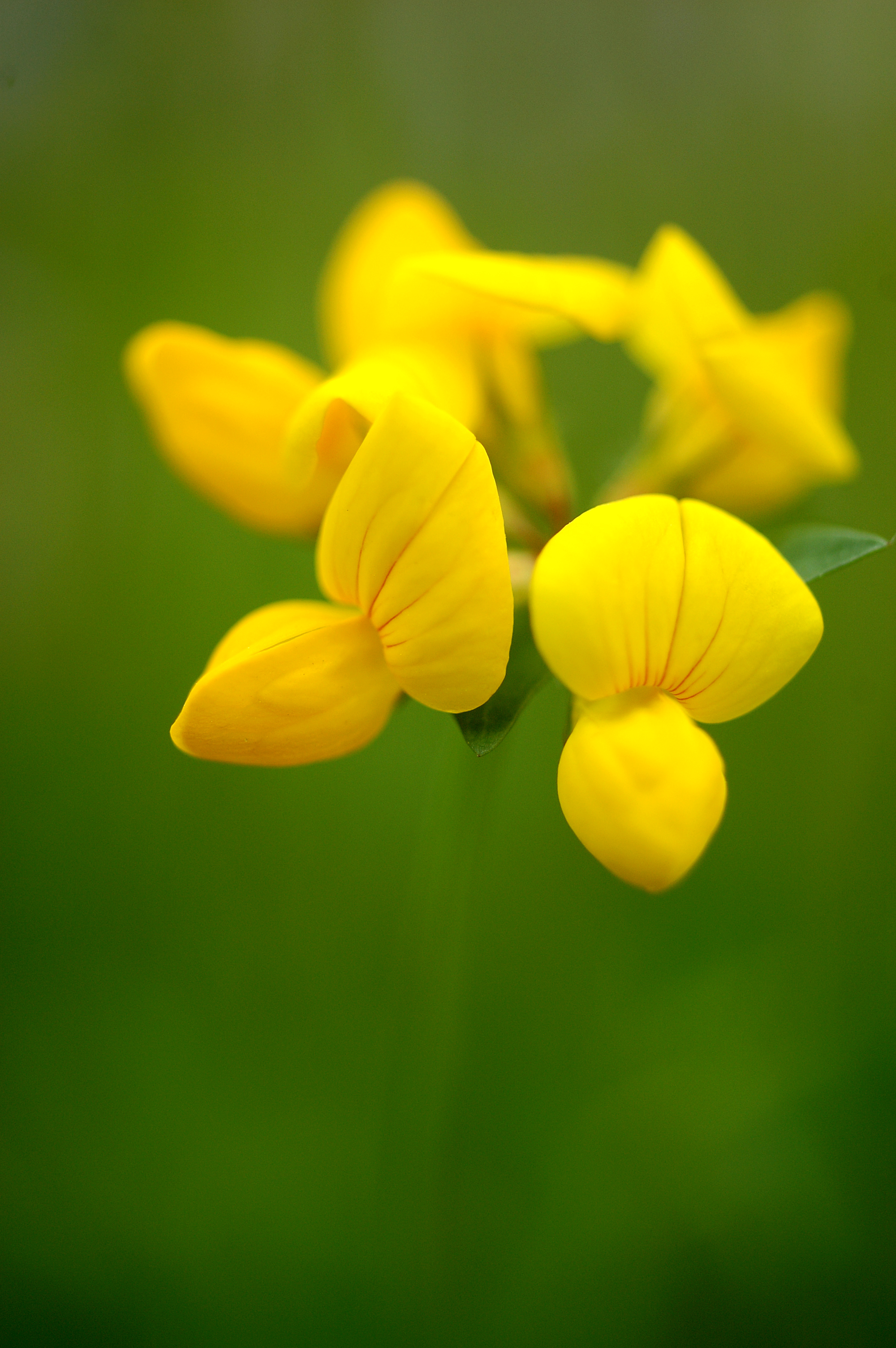
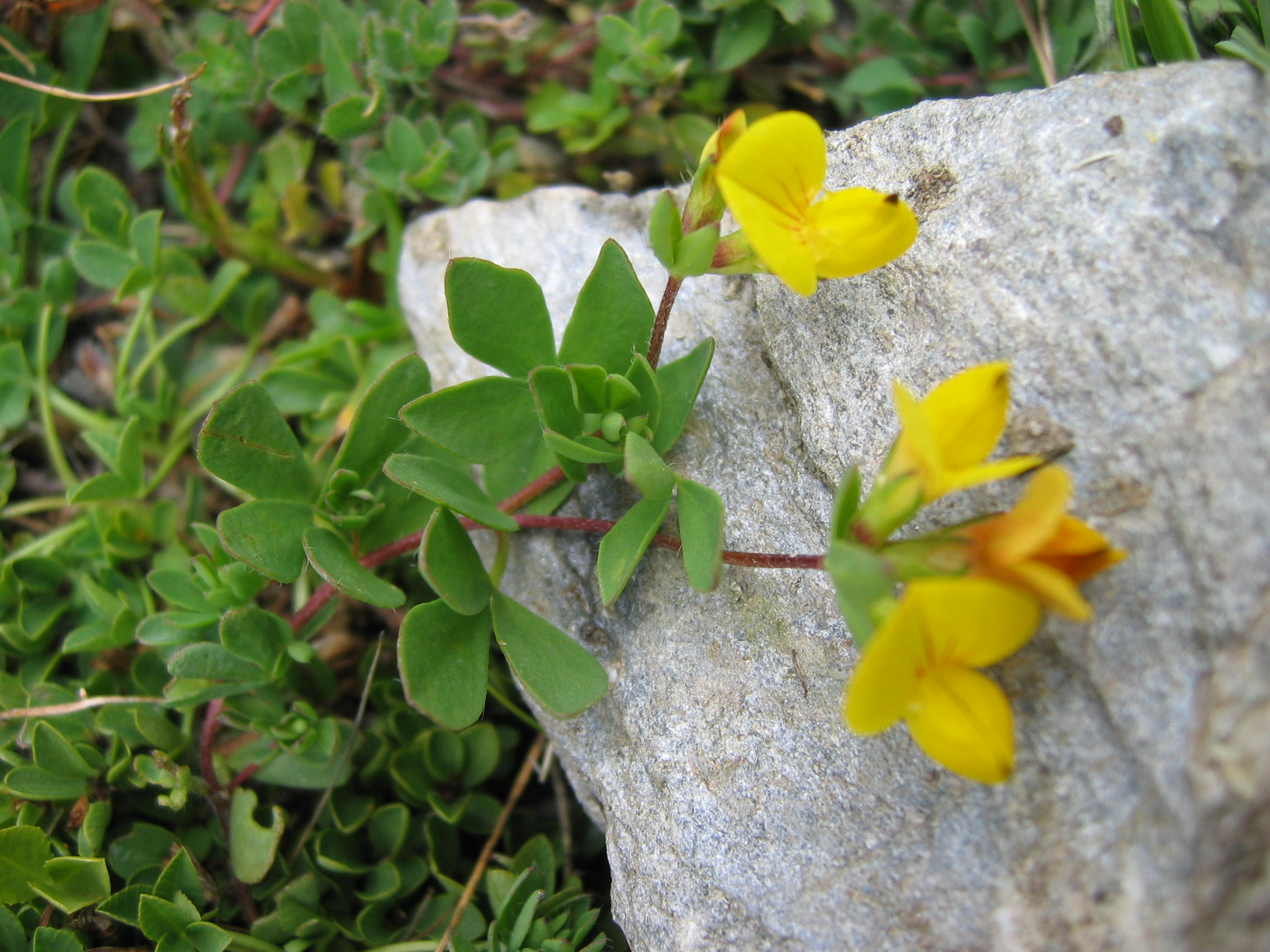
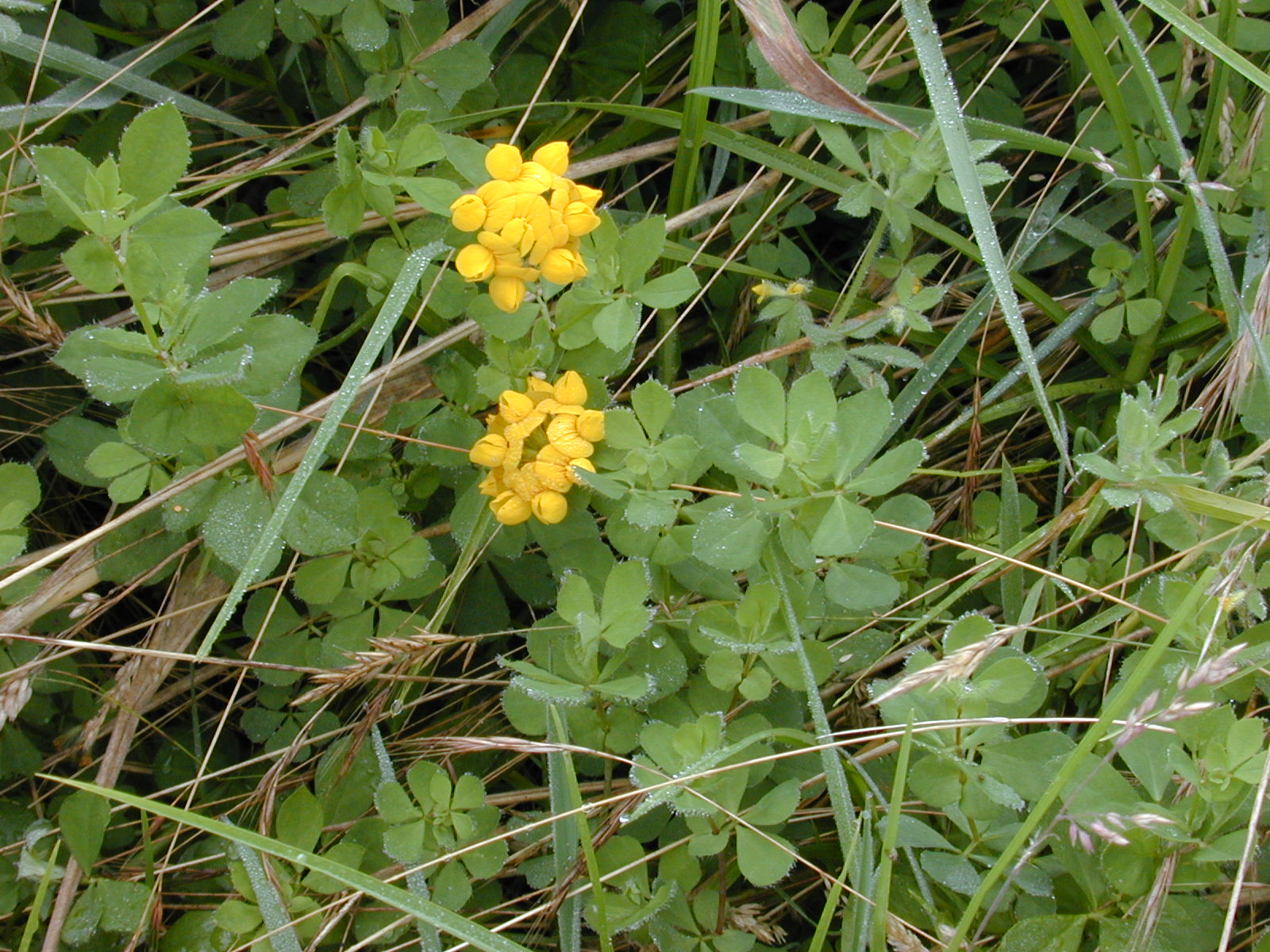

## Dottertaxa till Käringtandssläktet, i alfabetisk ordning[1]
- Lotus aduncus
- Lotus aegaeus
- Lotus aleppicus
- Lotus alpicola
- Lotus alpinus
- Lotus angustissimus
- Lotus anthylloides
- Lotus arabicus
- Lotus arborescens
- Lotus arenarius
- Lotus argyrodes
- Lotus arinagensis
- Lotus armeniacus
- Lotus assakensis
- Lotus australis
- Lotus azoricus
- Lotus becquetii
- Lotus benoistii
- Lotus berthelotii
- Lotus biflorus
- Lotus bollei
- Lotus borbasii
- Lotus borkouanus
- Lotus broussonetii
- Lotus brunneri
- Lotus burtii
- Lotus burttii
- Lotus callis-viridis
- Lotus callunetorum
- Lotus campylocladus
- Lotus candidissimus
- Lotus chazaliei
- Lotus conimbricensis
- Lotus conjugatus
- Lotus corniculatus
- Lotus coronillaefolius
- Lotus creticus
- Lotus cruentus
- Lotus cytisoides
- Lotus delortii
- Lotus digii
- Lotus discolor
- Lotus divaricatus
- Lotus drepanocarpus
- Lotus dumetorum
- Lotus dvinensis
- Lotus edulis
- Lotus elisabethae
- Lotus emeroides
- Lotus eremiticus
- Lotus eriophthalmus
- Lotus eriosolen
- Lotus garcinii
- Lotus gebelia
- Lotus glaber
- Lotus glacialis
- Lotus glareosus
- Lotus glaucus
- Lotus glinoides
- Lotus goetzei
- Lotus halophilus
- Lotus hebecarpus
- Lotus hebranicus
- Lotus hillebrandii
- Lotus hirtulus
- Lotus hispidus
- Lotus holosericus
- Lotus jacobaeus
- Lotus jolyi
- Lotus krylovii
- Lotus kunkelii
- Lotus lalambensis
- Lotus lancerottensis
- Lotus lanuginosus
- Lotus laricus
- Lotus latifolius
- Lotus lebrunii
- Lotus longesiliquosus
- Lotus loweanus
- Lotus macranthus
- Lotus maculatus
- Lotus maritimus
- Lotus maroccanus
- Lotus mascaensis
- Lotus melilotoides
- Lotus michauxianus
- Lotus mlanjeanus
- Lotus mollis
- Lotus namulensis
- Lotus norvegicus
- Lotus nubicus
- Lotus oliveirae
- Lotus ononopsis
- Lotus ornithopodioides
- Lotus palaestinus
- Lotus palustris
- Lotus parviflorus
- Lotus peczoricus
- Lotus pedunculatus
- Lotus peregrinus
- Lotus polyphyllos
- Lotus preslii
- Lotus pseudocreticus
- Lotus purpureus
- Lotus pyranthus
- Lotus quinatus
- Lotus rechingerii
- Lotus schimperi
- Lotus schoelleri
- Lotus sessilifolius
- Lotus simoneae
- Lotus spartioides
- Lotus spectabilis
- Lotus stenodon
- Lotus stepposus
- Lotus subbiflorus
- Lotus subdigitatus
- Lotus tenuis
- Lotus tetragonolobus
- Lotus tetraphyllus
- Lotus tibesticus
- Lotus torulosus
- Lotus ucrainicus
- Lotus weilleri
- Lotus wildii